# ود النورة
الخروعة القديمة، قرية من قرى السودان، تقع في ولاية الجزيرة في محافظة الجزيرة جنوب بركات " الإدارة الرسمية لمشروع الجزيرة.
تاسست عام1962 من القري المتطورة تتميز بالترابط الاسري اشهر احيئها حي الكباره بها مدرستين ثانوي واساس اسس القرية حاج زايد مضوي واخوانه الذين يعرفون بالشقداب وتلاهم ال الميز وال فقاع وال ابوشامه بها رابطة طلاب بالجامعات والمعاهد العليا
سميت القرية بهذا الاسم نسبة لـ النور وهو أول من استوطن بها وقد أتى إليها من الولاية الشمالية من منطقة أم شديدة بالقرب من عطبرة وكان له الفضل في تأسيس هذه القرية.
ارتبط أهل القرية بالزراعة والتجارة وبالأخص تجارة المحاصيل وذلك نسبة لقربهم من حاضرة ولاية الجزيرة مدينة ودمدني حيث أنها تبعد حوالي 16 كيلومتر من القرية
.حيث ترتبط القرية بمدينة ودمدني بطريق مسفلت مباشر تم إنشاؤه واكتماله إلا قليل في أواخر 2017
توجد بالقرية مناشط ودورات رياضية وثقافية 
يوجد بالقرية مركز صحي متكامل يساهم مساهمة فعالة في عموم الصحة والاعتناء بأهل القرية كما يوجد بالقرية عدد من المساجد الكبيرة تُساهم في التوعية الدينية والتعليمة زد على ذلك لها دور فعال من الناحية التكافلية الاجتماعية. يوجد بالقرية مدارس أساس بنين وبنات حيث أنها مدارسها الاولية والابتدائية من أوائل وأقدم المدارس في جنوب الجزيرة وعموم السودان ويوجد بها أيضاً عدد من المدارس الثانوية يعمل على التدريس في هذه المدارس أبناء القرية الخريجين من الجنسين، ساهمت هذه المدارس حتى التسعينيات في نشر التعليم في القرى المجاورة كقرية قنب الأسد وقرية محمد نور وقرية بقادي وقرية ودالنو وقرية ودعشاء الثورة وقرية التكلة طه وقنب حاج علي وغيرها من القرى حيث أن جيل ما قبل الخمسينيات درس في مدارسها الابتدائية أما جيل الستينيات والسبعينيات من الجنسين بنين وبنات من القرى المجاورة فقد درس في مدارسها المتوسطة فتخرج منها الأطباء والمهندسين وغيرهم حيث أنهم يكننون لها كل تقدير واحترام لدورها الفعال في تبديد ظلمات الجهل والتخلف والعبور بهم إلى النور والتعلم والانفتاح على العالم.

## حوادث وكوارث
حدثت مجزرة بقرية ود النورة يوم الأربعاء 5 يونيو/حزيران 2024 الموافق 28 ذو القعدة 1445 هـ حوالي الساعة 5:00 (GMT+2) عندما هاجمت قوات الدعم السريع ود النورة بولاية الجزيرة مرتين، مما أسفر عن مقتل مما لايقل عن 100 مدني، ووقعت المجزرة بعد أن حاصرت قوات الدعم السريع القرية وأطلقت النار على السكان.